# Mammarenavirus
Mammarenavirus è un genere della famiglia di virus Arenaviridae i cui membri sono generalmente associati a malattie (zoonosi) trasmesse dai roditori all'uomo. Il virus è solitamente associato ad un ospite roditore specifico che fa da serbatoio naturale per il virus. Fino al 2014 il genere era conosciuto col nome di Arenavirus, quando il nome fu cambiato in Mammarenavirus per evitare confusione col nome della famiglia d'appartenenza.
Le infezioni sostenute dai mammarenavirus sono relativamente comuni negli esseri umani in alcune delimitate aree del mondo e possono essere causa di malattie gravi (febbri emorragiche).
Il virus al microscopio elettronico mostra al suo interno i ribosomi acquisiti dalle cellule infettate. Per questo motivo hanno questo nome che deriva dal latino "arena", che significa "sabbia". Il loro materiale genetico, si compone solamente di RNA a singolo filamento. Non si conosce la metodica di replicazione e moltiplicazione virale nelle cellule ospiti; è noto solamente che le particelle virali emergono dalla superficie della cellula infettata per gemmazione.

## Morfologia
Le particelle virali hanno un virione polimorfo, rotondeggiante, del diametro di 50-300 nm e presentano una superficie lipidica formato da un peplos con evidenti peplomeri, che racchiude due nucleocapsidi lassamente elicoidali, di forma circolare. I mammarenavirus hanno un genoma ad RNA monofilamento ambisenso o (SS(-) RNA di 11kb).

## Specie
Si conoscono 39 specie diverse di Mammarenavirus, queste possono essere divise in due sierogruppi, che differiscono per le proprietà antigeniche e per distribuzione geografica.
Quando il virus è classificato del "Vecchio Mondo" o LCM questo significa che è stato trovato nel nell'emisfero orientale in luoghi come l'Europa, Asia e Africa. Quando si trova nell'emisfero occidentale, in paesi come l'Argentina, la Bolivia, il Venezuela, il Brasile e gli Stati Uniti, è classificato "New World". 
Il virus della coriomeningite linfocitica (Lymphocytic choriomeningitis virus LCM) è l'unico mammarenavirus che è presente in entrambe le aree, pur essendo classificato come un virus del Vecchio Mondo.
Classificazione di Mammarenavirus:

Distribuzione geografica dei mammarenavirus nel Nuovo Mondo con i loro serbatoi naturali

- Mammarenavirus del Nuovo Mondo o Tacaribe, a loro volta suddivisi, in base alle sequenze NP, in:[11][12]

- gruppo A - Tamiami, Flexal, Paraná, White Water Arroyo, Pichindé, Pirital.

- gruppo B - Tacaribe, Junín, Machupo, Amaparí, Guanarito, Sabiá.

- gruppo C - Latino, Oliveros.

- altri: Chapare virus,

- Mammarenavirus del Vecchio Mondo o LCM sono:

- Gbagroube virus
- Ippy virus o (IPPYV)
- Kodoko virus
- Lassa virus
- Lujo virus
- Luna virus
- Lunk virus
- Lymphocytic choriomeningitis virus
- Merino Walk virus
- Menekre virus
- Mobala virus o (MOBV)
- Mopeia virus o (MOPV)

Un terzo gruppo di virus è stato isolato dai serpenti, ma l'organizzazione del loro genoma è tipico dei mammarenavirus mentre le loro glicoproteine assomigliano a quelle di filovirus.

### Tipi di febbri emorragiche
| Virus                         | Primo isolamento | Provenienza VM (Vecchio Mondo), NM (Nuovo Mondo) | Malattia e Paese                                    | Ospite                                                | Mortalità %   | Livello di sicurezza Laboratorio |
| LCMV                          | 1933             | VM e NM                                          | Corionmeningite linfocitica                         | Mus musculus e domesticus                             | <1%           |                                  |
| Tacaribe virus (TCRV)         | 1956             | NM                                               | non patogeno Trinidad                               | Artibeus lituratus                                    |               |                                  |
| Junin virus (JUNV)            | 1958             | NM                                               | Febbre emorragica argentina                         | Calomis musculinus                                    | 15 - 30       | BLS-4 alcuni ceppi               |
| Machupo virus (MACV)          | 1963             | NM                                               | Febbre emorragica boliviana                         | Calomis callosus                                      | 25            | BLS-4                            |
| Amaparí virus (AMAV)          | 1964             | NM                                               | non patogeno Brasile                                | Oryzomys capito, Neacomys guianae, Artibeus spp. bats |               |                                  |
| Paraná virus (PARV)           | 1965             | NM                                               | Paraguay                                            | Oryzomys buccinatus                                   |               |                                  |
| Pichinde virus (PICV)         | 1965             | NM                                               | non patogeno Colombia                               | Oryzomys albigularis                                  |               |                                  |
| Virus Lassa (LASV)            | 1969             | VM e NM                                          | Febbre di Lassa                                     | Mastomys natalensis                                   | 15            | BLS-4                            |
| Tamiami virus (TAMV)          | 1970             | NM                                               | Meningoencefalite felina (gatto) Everglades Florida | Sigmodon hispidus                                     |               |                                  |
| Cupixi (TCRV)                 | 1970             | NM                                               | non patogeno Brasile                                | Oryzomys capito                                       |               |                                  |
| Flexal virus (FLEV)           | 1975             | NM                                               | non patogeno Brasile                                | Oryzomys ssp                                          |               |                                  |
| Oliveros virus (OLVV)         | 1989             | NM                                               | non nota Argentina                                  | Necromys benefactus                                   |               |                                  |
| Sabia (SABV)                  | 1990             | NM                                               | Febbre emorragica brasiliana                        | sconosciuto                                           | 33            | BLS-4                            |
| Pirital virus (PIRV)          | 1995             | NM                                               | non patogeno Venezuela                              | Sigmodon alstoni                                      |               |                                  |
| Allpahuayo virus (ALLV)       | 1997             | NM                                               | non patogeno Northeastern Perù                      | Oecomys bicolor e paricola                            |               |                                  |
| Guanarito virus (GTOV)        | 1998             | NM                                               | Febbre emorragica venezuelana                       | Sigmoidon alstoni, Zygodontomys brevicauda            | 25            | BLS-4                            |
| Whitewater Arroyo Virus (WWA) | 1999             | NM                                               | Febbre emorragica del "southwestern United States"  | Neotoma spp                                           | 3 pz deceduti | BLS-3                            |
| Bear Canyon (BCNV)            | 2002             | NM                                               | Western United States                               | Peromyscus californicus                               |               |                                  |
| Chapare virus                 | 2003             | NM                                               | Febbre emorragica boliviana di Chapare              | sconosciuto                                           | >30           |                                  |
| Lujo virus (LUJV)             | 2008             | VM                                               | Febbre emorragica sudafricana                       | sconosciuto                                           | 80            | BLS-4                            |

Il virus della corionmeningite linfocitica o (LCMV), che causò nel 1933 una epidemia di meningite a San Luis, è stato il primo di questa famiglia ad essere riconosciuto. 
Il virus Tacaribe (TCRV) di Trinidad scoperto nel 1956 ha la unica caratteristica di avere come ospite un pipistrello della famiglia degli Artibeus.
Il virus africano di Lassa (LASV), ha il suo serbatoio in una specie di roditori molto diffusa del genere Mastomys, ciò fa sì che si stimano da 100.000 a 500.000 infezioni umane annue nei paesi dell'Africa occidentale, questo virus solo nel 20% dei casi porta a febbri emorragiche gravi talvolta fatali.

## Serbatoi naturali
I mammarenavirus che sono causa di zoonosi, trovano come serbatoio naturale in varie specie di roditori, ogni specie di roditore è specifica per uno specifico virus. Il roditore infetto non mostra segni di malattia pur essendo un portatore cronico del virus. La trasmissione tra i topi può avvenire durante il parto, per i virus del Vecchio Mondo, oppure durante la lotta tra gli esemplari con il morso, per i virus del Nuovo Mondo.
Questo tipo di infezione nel serbatoio animale è chiamata "infezione persistente tollerante".
Il meccanismo associato con questo tipo di infezione sembra essere la deplezione selettiva di linfociti T specifici per il virus, dal momento che in questi animali vi è una mancanza di risposta dei linfociti T citotossici.
Nell'uomo l'infezione può avvenire per contatto accidentale con gli escrementi di topi infetti che contaminano alimenti (per trasmissione orale) o per contatto diretto di pelle abrasa o ferita con gli escrementi di roditori o per inalazione di minuscole particelle inquinate di urina o saliva di roditori (per trasmissione aerosolica).
Il contagio inter-umano è noto solo per i virus di Lassa e il virus Machupo.
I virus del nuovo Mondo o Tacaribe sono associati a serbatoi naturali di roditori della famiglia Muridae sottofamiglia Sigmodontina, mentre quelli del Nuovo mondo o LCN sono associati a roditori del tipo Muridae, sottofamiglia Murinae.
Fa eccezione il virus Tacaribe di Trinidad che è associato come serbatoio ad un pipistrello.

### Testi
- Nancy Khardori, Bioterrorism Preparedness: Medicine - Public Health - Policy, John Wiley & Sons, 21 agosto 2006,  pp. 205–, ISBN 978-3-527-60773-0.
- Larry I. Lutwick e Suzanne M. Lutwick, Beyond Anthrax: The Weaponization of Infectious Diseases, Springer, 2009,  pp. 135–, ISBN 978-1-59745-326-4.
- Cynthia Nau Cornelissen, Richard A. Harvey e Bruce D. Fisher, Microbiology, Lippincott Williams & Wilkins, 1º novembre 2012,  pp. 321–, ISBN 978-1-60831-733-2.
- Gordon C. Cook, Manson's Tropical Diseases, Elsevier Health Sciences, 2009,  pp. 855–, ISBN 978-1-4160-4470-3.
- Clive A. Spinage, African Ecology: Benchmarks and Historical Perspectives, Springer, 28 giugno 2012,  pp. 1215–, ISBN 978-3-642-22871-1.
- Jules J. Berman, Taxonomic Guide to Infectious Diseases: Understanding the Biologic Classes of Pathogenic Organisms, Academic Press, 2012,  pp. 252–, ISBN 978-0-12-415895-5.
- Sunit Kumar Singh e Daniel Ruzek, Neuroviral Infections: Rna Viruses and Retroviruses, CRC Press, 7 febbraio 2013,  pp. 40–, ISBN 978-1-4665-6720-7.
- Robert H. Friis, The Praeger Handbook of Environmental Health, ABC-CLIO, 2012,  pp. 1–, ISBN 978-0-313-38600-8.

### Riviste
- JC. Zapata, MS. Salvato, Arenavirus variations due to host-specific adaptation., in Viruses, vol. 5, n. 1, gennaio 2013,  pp. 241-78, DOI:10.3390/v5010241, PMID 23344562.
- ME. Droniou-Bonzom, PM. Cannon, A systems biology starter kit for arenaviruses., in Viruses, vol. 4, n. 12, dicembre 2012,  pp. 3625-46, PMID 23342371.
- SK. Fehling, F. Lennartz; T. Strecker, Multifunctional nature of the arenavirus RING finger protein Z., in Viruses, vol. 4, n. 11, novembre 2012,  pp. 2973-3011, DOI:10.3390/v4112973, PMID 23202512.
- DJ. Burri, JR. da Palma; S. Kunz; A. Pasquato, Envelope glycoprotein of arenaviruses., in Viruses, vol. 4, n. 10, ottobre 2012,  pp. 2162-81, DOI:10.3390/v4102162, PMID 23202458.
- S. Urata, J. Yasuda, Molecular mechanism of arenavirus assembly and budding., in Viruses, vol. 4, n. 10, ottobre 2012,  pp. 2049-79, DOI:10.3390/v4102049, PMID 23202453.
- JH. Nunberg, J. York, The curious case of arenavirus entry, and its inhibition., in Viruses, vol. 4, n. 1, gennaio 2012,  pp. 83-101, DOI:10.3390/v4010083, PMID 22355453.
- ML. Moraz, S. Kunz, Pathogenesis of arenavirus hemorrhagic fevers., in Expert Rev Anti Infect Ther, vol. 9, n. 1, gennaio 2011,  pp. 49-59, DOI:10.1586/eri.10.142, PMID 21171877.
- CT. Ng, BM. Sullivan; MB. Oldstone, The role of dendritic cells in viral persistence., in Curr Opin Virol, vol. 1, n. 3, settembre 2011,  pp. 160-6, DOI:10.1016/j.coviro.2011.05.006, PMID 21909344.
- A. Ambrosio, M. Saavedra; M. Mariani; G. Gamboa; A. Maiza, Argentine hemorrhagic fever vaccines., in Hum Vaccin, vol. 7, n. 6, giugno 2011,  pp. 694-700, PMID 21451263.
- SE. Emonet, S. Urata; JC. de la Torre, Arenavirus reverse genetics: new approaches for the investigation of arenavirus biology and development of antiviral strategies., in Virology, vol. 411, n. 2, marzo 2011,  pp. 416-25, DOI:10.1016/j.virol.2011.01.013, PMID 21324503.
- MB. Oldstone, KP. Campbell, Decoding arenavirus pathogenesis: essential roles for alpha-dystroglycan-virus interactions and the immune response., in Virology, vol. 411, n. 2, marzo 2011,  pp. 170-9, DOI:10.1016/j.virol.2010.11.023, PMID 21185048.
- CJ. Peters, Emerging infections: lessons from the viral hemorrhagic fevers., in Trans Am Clin Climatol Assoc, vol. 117, 2006,  pp. 189-96; discussion 196-7, PMID 18528473.